# François Delimal

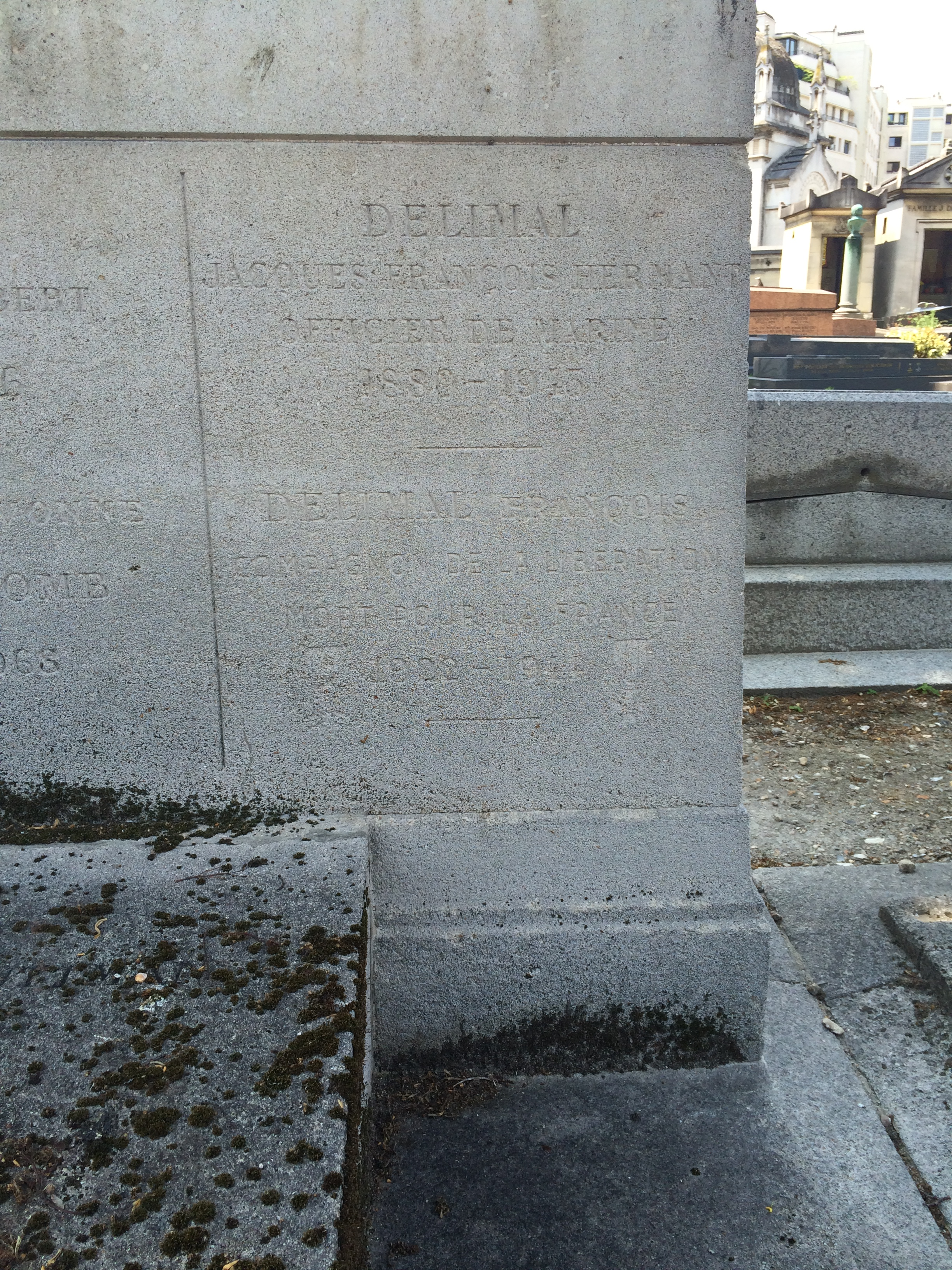
Détail de la sépulture de François Delimal au cimetière de Passy, div. 10, à Paris.

François Delimal (Paris, 16 février 1922 - Mort pour la France dans la même ville le 21 mars 1944), est un résistant français, Compagnon de la Libération à titre posthume par décret du 28 mai 1945. Jeune étudiant à Sciences Po, il s'engage dans la résistance en 1942 et est chargé des opérations de parachutages clandestins dans plusieurs départements français. Arrêté par la Gestapo en 1944, il se suicide pour ne pas révéler ses secrets.

## Biographie

### Jeunesse
François Delimal naît le 16 février 1922 à Paris, d'un père officier de marine. Il étudie d'abord au lycée Louis-le-Grand puis intègre l'École libre des sciences politiques (ELSP) et s'adonne à la boxe, dont il est champion universitaire.

### Seconde Guerre mondiale
Alors qu'il étudie toujours à l'ELSP en 1942, l'un de ses camarades, Pierre Arrighi, le recrute alors qu'il est en train de reconstituer avec Jacques Lecompte-Boinet le réseau Combat Zone nord, décimé peu avant par les arrestations allemandes. En janvier 1943, le réseau nouvellement constitué prend le nom de Ceux de la Résistance (CDLR). Prenant comme pseudonyme Jacques Fontaine, François Delimal est envoyé à Épernay, dans la Marne, où il constitue un groupe annexe de CDLR. En lien avec le bureau des opérations aériennes (BOA), il est l'adjoint local de Michel Pichard et réalise des missions de renseignement, de transport, de parachutages et d'atterrissages.
En août 1943, il est envoyé à Londres et suit un stage au sein du bureau central de renseignements et d'action (BCRA). De retour en France avec le surnom de Faraday, il est chargé des opérations de parachutages en Haute-Marne, Marne, Côte-d'Or et Haute-Saône. Il opère également dans la région C où il assiste Gilbert Grandval, responsable régional des FFI, pour l'homologation des terrains de parachutages et la constitution des équipes de réception.
Le 20 mars 1944, il est arrêté par la Gestapo avec ses adjoints alors qu'il se trouve au secrétariat parisien du BOA. Le lendemain, alors qu'il est interrogé dans les locaux de la Gestapo de la rue des Saussaies, François Delimal se suicide en avalant la capsule de cyanure fournie par le BCRA. Le 24 mars, son corps est incinéré au cimetière du Père-Lachaise le même jour que celui de Pierre Brossolette. Après la guerre, ses cendres sont transférées dans la 10e division du cimetière de Passy.

## Décorations
|  |  |  |
|  |  |  |

| Chevalier de la Légion d'honneur    | Chevalier de la Légion d'honneur | Compagnon de la Libération | Compagnon de la Libération | Croix de guerre 1939-1945 Avec palme | Croix de guerre 1939-1945 Avec palme |
| Médaille de la Résistance française |                                  |                            |                            |                                      |                                      |

## Hommages
- Son nom figure sur le monument aux morts de la commune d'Épernay[5].
- À Paris, dans les locaux de l'école libre des sciences politiques, son nom est inscrit sur une plaque commémorant les anciens élèves morts pour la France[6].